# Wacław Makowski
Wacław Wincenty Makowski (ur. 2 listopada 1880 w Wilnie, zm. 28 grudnia 1942 w Bukareszcie) – polski prawnik i polityk, marszałek Sejmu, wicemarszałek Sejmu, wicemarszałek Senatu, wolnomularz, członek Zarządu Głównego Partii Pracy w 1930 roku.

## Życiorys

### Pochodzenie i początek kariery
Był synem księgarza w Wilnie – Wacława Leona Makowskiego i Apolonii z domu Chełmińskiej. Jego rodzeństwo: bracia Witold, Czesław i siostra Ewa Gulbinowa, działaczka harcerska, nauczycielka, autorka podręczników i prac historycznych.
W 1898 ukończył gimnazjum w Wilnie. Do 1902 studiował prawo w Warszawie, a następnie odbył studia uzupełniające na Wydziale Filozoficznym Uniwersytetu Jagiellońskiego w Krakowie, a także we Lwowie i w Paryżu. W trakcie studiów związał się z niepodległościowym ruchem socjalistycznym, za udział w którym był aresztowany w 1901 i 1906 przez władze rosyjskie. Po studiach pracował jako pomocnik adwokata. Publikował również w czasopismach Themis Polska, Atheneum i Gazeta Sądowa Warszawska. W latach 1905–1907 działał w Kole Obrońców Politycznych oraz w Towarzystwie Kultury Polskiej (1906-1913). W 1911 był obrońcą hr. Bogdana Ronikiera.
Po ślubie z Marią Łojko w 1904, z którą miał dwóch synów: Jacława (1905-1923) i Jerzego (1908-1996), Wacław Makowski stał się właścicielem majątku bujwidzkiego (budynki dworskie, około 300 hektarów gruntów uprawnych i lasów w Bujwidzach – rejon wileński), który został wniesiony jako posag po ojcu małżonki – Leonardzie Łojko. Makowski bywał tam dość rzadko (mieszkał bowiem w Warszawie), jednak lubił tam przyjeżdżać na wakacje. Wybuch II wojny światowej zmusił Makowskich do ucieczki, ich potomkowie osiedlili się w USA.

### Kariera polityczna
Podczas I wojny światowej związał się ze środowiskiem Legionów Polskich.
Organizował sądownictwo obywatelskie, działał w Milicji Obywatelskiej w Warszawie, a także w Radzie Głównej Opiekuńczej (1915). W 1916 został wicedyrektorem Departamentu Sprawiedliwości Tymczasowej Rady Stanu, a w 1918 (od 27 lutego do 4 kwietnia) był kierownikiem Ministerstwa Sprawiedliwości.
W latach 1920–1922 pełnił czynną służbę wojskową jako oficer w wojskowej służbie sprawiedliwości. Po przeniesieniu do rezerwy w 1922 został zaliczony do pospolitego ruszenia oficerów Korpusu Sądowego w randze pułkownika.
W dwudziestoleciu międzywojennym zaangażował się w działalność polityczną, w ramach obozu Piłsudskiego. W latach 1928–1935 (Sejmy II i III kadencji) był posłem z rekomendacji BBWR (w okręgu poleskim i warszawskim). Jako poseł przewodniczył Komisji Konstytucyjnej, a w latach 1931–1935 był wicemarszałkiem Sejmu. W okresie 1935–1938 był wicemarszałkiem Senatu, a od 28 listopada 1938 do wybuchu II wojny światowej marszałkiem Sejmu z ramienia Obozu Zjednoczenia Narodowego. W latach 30. reprezentował polski parlament w Unii Międzyparlamentarnej.
Był ministrem sprawiedliwości w rządach Artura Śliwińskiego, Juliana Nowaka i Władysława Sikorskiego, a po przewrocie majowym w pierwszym, drugim i trzecim rządzie Kazimierza Bartla w 1926.

### Praca naukowa i dydaktyczna
Makowski był od 1917 profesorem Uniwersytetu Warszawskiego, wykładał prawo karne na Wydziale Prawa. Po upadku rządu Sikorskiego skupił się na pracy naukowej, a z dniem 1 listopada 1923 został profesorem zwyczajnym.
W latach 1935–1937 był dziekanem Wydziału Prawa Uniwersytetu Warszawskiego. 5 września 1936 prezydent Ignacy Mościcki powołał go do składu Kapituły Orderu Odrodzenia Polski. A z dniem 14 listopada 1937 otrzymał nominację na profesora zwyczajnego prawa państwowego.
W latach 1931–1936 założył i redagował czasopismo Nowe Państwo.
Był autorem wielu prac naukowych z zakresu prawa karnego i państwowego, współautorem kodeksu karnego z 1932 (zwanego Kodeksem Makarewicza) oraz konstytucji kwietniowej z 1935.

### Koniec życia

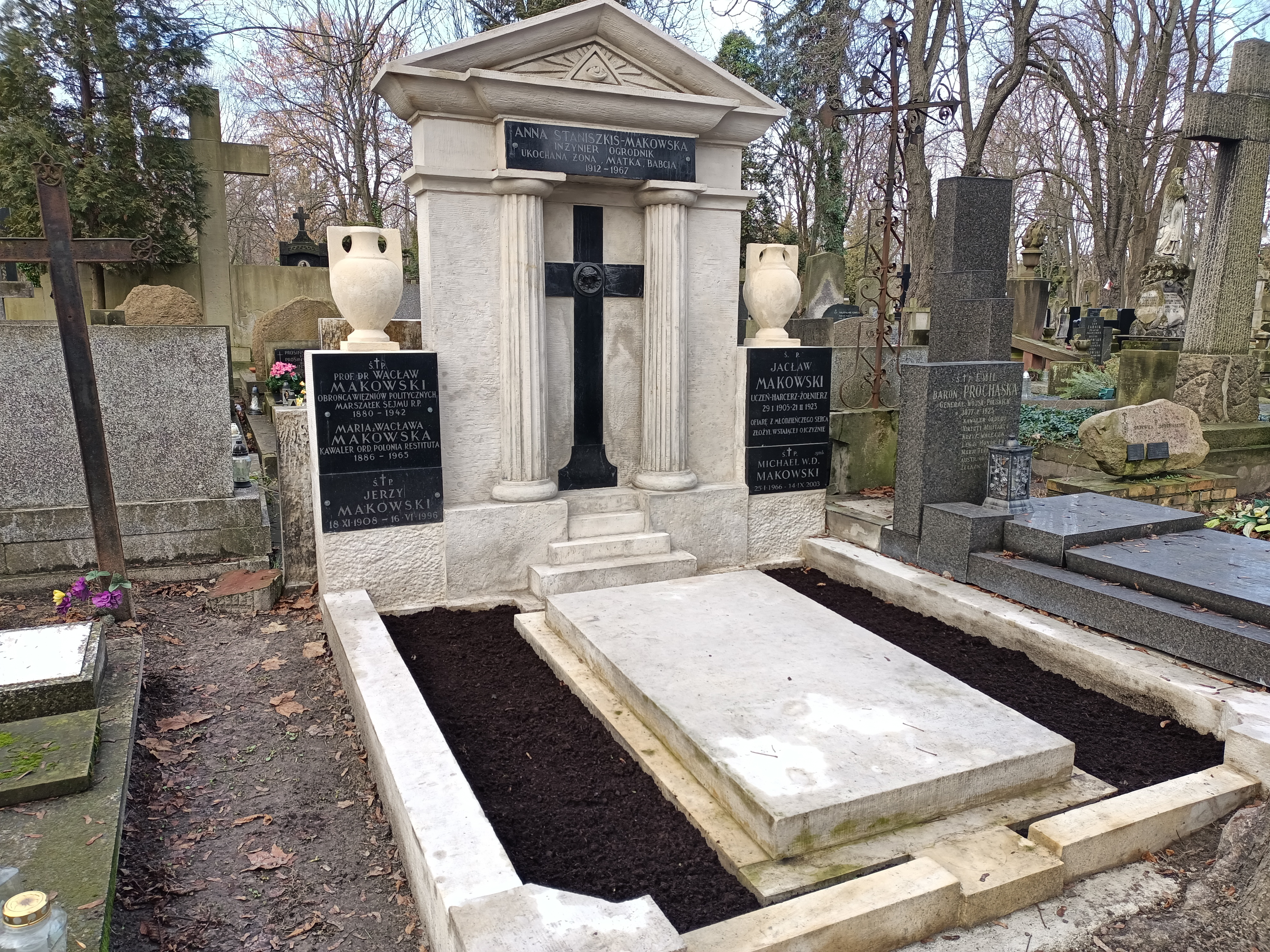
Symboliczny grób Wacława Makowskiego − grób rodzinny na cmentarzu Powązkowskim w Warszawie (2023)

Po agresji III Rzeszy i ZSRR na Polskę w 1939 został internowany w Rumunii, po ewakuacji tam polskich władz, gdzie ciężko chory zmarł w Bukareszcie i tam został pochowany. Jego grób w okresie dyktatury Ceaușescu (przed 1979) został splantowany, a na warszawskich Powązkach znajduje się jego grób symboliczny (kwatera 107-I-25,26).
Natomiast małżonka Maria Makowska po wojnie przedostała się do Europy Zachodniej, a następnie do rodziny do Stanów Zjednoczonych, gdzie umarła w 1965.

## Poglądy

### Społeczeństwo
Koncepcje teoretyczne Makowskiego osadzone były we współczesnych koncepcjach socjologicznych. Inspirował się m.in. pracami Leona Petrażyckiego, Léona Duguita i Émile’a Durkheima.
Instytucje społeczne mają dla Makowskiego charakter dynamiczny i są ewolucyjnie zmienne. Stąd modele instytucji powstałe we wcześniejszych stuleciach nie odpowiadają współczesnym potrzebom społeczeństwa. Społeczeństwo tworzy różnego rodzaju zrzeszenia, z których najwyższą formą jest państwo. Społeczeństwo wytwarza również swoją „kulturę społeczną”, na którą składają się różnego rodzaju wartości, zarówno materialne, jak i duchowe czy moralne. Celem organizacji społecznej powinna być sprawiedliwość społeczna, zgodnie z którą każda jednostka powinna mieć możliwość korzystania z dóbr i wartości wytwarzanych przez społeczeństwo.
Istotną rolę w koncepcji społeczeństwa u Makowskiego pełnił solidaryzm. Krytykując indywidualizm społeczeństw liberalnych, wskazywał, że ich ewolucja dąży do coraz większej solidarności społecznej, opartej na zrzeszeniach. Była to koncepcja uznawana również przez innych przedstawicieli BBWRu, którzy jednak ograniczali te zrzeszenia do reprezentacji grup klasowych, zawodowych i etnicznych. Makowski traktował zrzeszenia jako organizacje apolityczne, których partykularyzm przekraczany jest przez ideę solidaryzmu, łączącej poszczególne interesy w zrzeszeniu państwowym.

### Państwo
Dużą częścią dorobku Makowskiego jest krytyka współczesnych form państwowości. Makowski krytykuje liberalną demokrację, przeciwstawiając jej swój model państwowy – państwo społeczne. Demokracja liberalna opiera się na Monteskiuszowskiej idei trójpodziału władzy oraz koncepcji umowy społecznej Rousseau. Państwo takie zrzesza jednostki wyposażone w prawa podmiotowe i spajane władzą w celu tworzenia i stosowania prawa. Ustrój demokracji liberalnej ma charakter indywidualistyczny, natomiast instytucje ewoluują w kierunku większego uspołecznienia. Tym samym demokracja liberalna jest przestarzałą formą ustrojową, podobnie jak parlamentaryzm. Parlamenty stały się miejscem walki politycznej, realizującym prawa podmiotowe jednostek. Powinny porzucić funkcję polityczną, zająć się służbą społeczną. Przyszłość należy więc do państwa społecznego, które stanowi „połączenie twórczych poczynań jednostki z realizacyjną siłą zbiorowości”. W państwie społecznym instytucje publiczne przenikają różne formy organizacji społecznej, np. organizacje samorządowe i gospodarcze, które tworzyłyby samorządy gospodarcze i zawodowe. Ograniczeniu powinna też ulec działalność partii politycznych, które są zbędnym (pasożytniczym) pośrednikiem między państwem a społeczeństwem. Zrzeszenia i instytucje państwowe urzeczywistniają idee solidaryzmu i są apolityczne.
Zdaniem Makowskiego podstawowe zasady tak rozumianego państwa zawierał rozdział I Konstytucji kwietniowej z 1935.

## Dzieła
- (1911) Zbrodnie, kary i sądy wyjątkowe, Warszawa;
- (1917) Podstawy filozofii prawa karnego, Warszawa;
- (1932) Reklama polityczna a t.zw. wola społeczna, Themis Polska 8/1932, osobne wydanie Warszawa 1934;
- (1933) Rewizja umowy społecznej, Warszawa;
- (1936) Państwo społeczne, Warszawa;
- (1938) My i wy, Warszawa;
- (1939) Nauka o państwie (I) Teoria państwa, Warszawa;
- (1998) Wacław M. O państwie społecznym, Warszawa (pośmiertny zbiór wykładów).

## Odznaczenia
- Wielka Wstęga Orderu Odrodzenia Polski (1935)[22]
- Krzyż Komandorski z Gwiazdą Orderu Odrodzenia Polski (2 maja 1924)[23][24]